# Oliver Mallison
Oliver Mallison (* 1971 in Essen) ist ein deutscher Schauspieler und Hörspielsprecher.

## Leben
Mallison absolvierte eine Ausbildung an der Hochschule für Schauspielkunst Ernst Busch. Danach spielte er am Maxim Gorki Theater und der Schaubühne am Lehniner Platz. 1998 wurde er Ensemblemitglied des Deutschen Schauspielhauses in Hamburg und 2000 am Schauspielhaus Zürich. Von 2003 bis 2015 gehörte er zum Ensemble der Münchner Kammerspiele. Danach wechselte er zum Thalia Theater in Hamburg. Daneben ist er als Hörbuchsprecher tätig.
Für die Jahre 1998/1999 wurde er gemeinsam mit August Diehl, und Bettina Stucky mit dem O.-E.-Hasse-Preis ausgezeichnet.

## Filmographie
- 2001: Was ihr wollt
- 2002: Schmetterling
- 2006: Kommissarin Lucas – Das Verhör
- 2007: Herr Bello
- 2009: Brief an einen Freund
- 2009: Um Himmels Willen
- 2009: Kein besonderen Vorkommnisse
- 2009: Unter Verdacht: Der schmale Grat
- 2010: Jeder Mensch braucht ein Geheimnis
- 2010: Der Einsturz – Die Wahrheit ist tödlich
- 2010: Liebe vergisst man nicht
- 2008, 2011: SOKO München
- 2011: Und dennoch lieben wir
- 2011: Tatort
  - 2011: Gestern war kein Tag
  - 2011: Ein ganz normaler Fall
- 2013: Das Adlon. Eine Familiensaga
- 2013: Die Bergretter
- 2013: Weniger ist mehr
- 2014: Der Prediger
- 2014: Der Alte
- 2014: Zwei allein
- 2019: Zimzum

## Hörspiele (Auswahl)
- 2001: Conor McPherson: Port Authority (Kevin) – Regie: Franziska Hirsbrunner (Original-Hörspiel – DRS)
- 2002: Fritz Sauter: Marina – Das Schicksalsdrama, das uns lehrt, was Liebe ist (DER SCHÖNE JEAN) – Bearbeitung und Regie: Fritz Zaugg (Hörspielbearbeitung – DRS)
- 2003: Jens Nielsen: Max am Rand (Einziger Sprecher) – Regie: Charles Benoit (Originalhörspiel – DRS)
- 2005: Dea Loher: Samurai. Licht. Die Schere (Samurai) – Regie: Simona Ryser (Originalhörspiel – DRS)
- 2006: Anja Hilling: Mein junges idiotisches Herz (Hans Werner Sandmann) – Regie: Franziska Hirsbrunner (Hörspielbearbeitung – DRS)
- 2007: Günter Eich: Träume (Neuinszenierung) (Traum 2: Mann) – Regie: Norbert Schaeffer, Alexander Schuhmacher, Simona Ryser, Beate Andres, Sven Stricker, Bernadette Sonnenbichler (Originalhörspiel – NDR)
- 2007: Friedrich Schiller: Klassik: Jetzt! Die Räuber (Schweizer) – Regie: Leonhard Koppelmann (Hörspielbearbeitung – SWR)
- 2007: Thomas von Steinaecker: Meine Tonbänder sind mein Widerstand (Sprecher 5/Pontus) – Regie: Bernadette Sonnenbichler (Originalhörspiel – BR)
- 2007/08: Anonymus: Literatur-Landschaften: Das Nibelungenlied (2 Teile) – Bearbeitung und Regie: Beate Andres (Hörspielbearbeitung – SWR)
- 2008: Ernst Toller: Eine Jugend in Deutschland (2. und 3. Teil) (Staatsanwalt Hoffmann) – Bearbeitung und Regie: Katja Langenbach (Hörspielbearbeitung – BR)
  - Auszeichnung: hr2-Hörbuchbestenliste Dezember 2008 (3. Platz)
- 2009: Theresa Schubert-Minski: Hören nach Zahlen. Sonifikation, Forschung zwischen Wissenschaft und Kunst (Sprecher Interview VO) – Realisation: Theresa Schubert-Minski (Originalhörspiel – BR)
- 2010: Björn Bicker: Kingdom of schön (Ansager) – Regie: Björn Bicker (Originalhörspiel – BR)
- 2011: Björn Bicker: Egzon (Arzt) – Regie: Björn Bicker (Originalhörspiel – BR)
- 2012: Thomas von Steinaecker: Die Entstehung des Hörspiels „Umbach muss weg“ – Regie: Bernadette Sonnenbichler, Thomas von Steinaecker (Originalhörspiel – BR)
- 2012: Dietmar Dath: Abschaffung der Arten – Shortcut (2 Teile) (Hébert Loskauf) – Regie: Ulrich Lampen (Hörspielbearbeitung – BR)
- 2013: Leonardo Padura: Der Schwanz der Schlange (Carlos) – Regie: Thomas Leutzbach (Hörspielbearbeitung, Kriminalhörspiel – WDR)
- 2013: Jörg Albrecht: Hell of Fame (Fitnesstrainer/Fashionblogger/Schauspieler) – Regie: Bernadette Sonnenbichler (Originalhörspiel – BR)
- 2013: Thomas Palzer: Himmel auf Erden. Vollkommenheit, Sport und Shitstorm – Regie: Thomas Palzer (Feature – BR)
- 2014: Michaela Melian, Natalia Saz, W. A. Selichowa, Georgi Golts, Bernhard Reich: In a Mist (Max Spitzel, Vater Spitzel, Gendarm, Wärter) – Regie: Michaela Melian (Ars acustica, Collage – BR)
- 2018: Daniela Herzberg, Anne Ipsen: Sprachwurzellos – Eine Lange Nacht über den Schriftsteller und Nervenarzt Hans Keilson – Regie: Daniela Herzberg (Feature – DLF/DLR)
- 2020: Hermann Vinke: Leben will ich, leben, leben. Die Lange Nacht über die Bremer Widerstandskämpferin Cato Bontjes van Beek – Regie: Daniela Herzberg (Feature – DLF/DLR)
- 2021: Daniela Herzberg: Glaubst Du denn, dass es schön sein wird ohne Dich? Lange Nacht über Hans Albers und seine jüdische Lebensgefährtin Hansi Burg – Regie: Daniela Herzberg (Feature – DLF/DLR)
- 2022: Reiner Stach: Die Spur des fremden Lebens. Eine Lange Nacht der Biografie – Regie: Daniela Herzberg (Feature – DLF/DLR)

Quellen: ARD-Hörspieldatenbank und HörDat, die Hörspieldatenbank